# Udo Steinke
Udo Steinke (* 2. Mai 1942 in Litzmannstadt; † 12. Oktober 1999 in München) war ein deutschsprachiger Schriftsteller.

## Leben
1947 kam Steinkes Familie nach Eilenburg.  Dort besuchte Udo Steinke von 1948 bis 1956 die Bergschule und erlernte anschließend im Eilenburger Betrieb der Süßwarenindustrie Henze den Beruf des Bonbonkochers. Er ist der Vater des 1963 geborenen freiberuflichen Künstlers Falk-Ingo Renner und des ebenfalls 1963 geborenen Anatomen Hanno Steinke.
In Leipzig studierte er von 1960 bis 1965 Literatur und arbeitete danach als Lektor im Leipziger VEB Druck und Verlag. 1968 blieb er nach einer Dienstreise in der BRD und wählte seinen Wohnsitz in München. Neben einigen Gelegenheitstätigkeiten war er als Journalist und auf Vermittlung durch den damaligen Außenminister Genscher in der Zentrale des Goethe-Instituts in München tätig.
Seinen literarischen Durchbruch erzielte er mit der 1980 erschienenen Novelle Ich kannte Talmann, die mit dem Bayerischen Literaturpreis ausgezeichnet wurde. Danach erschienen sechs weitere Bücher. Ein oft wiederkehrendes Thema seines Werks ist die deutsche Teilung, etwa in Doppeldeutsch. Steinke war u. a. mit Heinrich Böll, Willy Brandt und Hans-Dietrich Genscher befreundet.
Seinem literarischen Andenken widmet sich das Steinke-Institut in Bonn, das von Steinkes Witwe mitbegründet wurde. Das Institut beherbergt das Udo-Steinke-Archiv mit dem Schriftennachlass und  Briefwechsel, veranstaltet Autorenlesungen und ist zugleich eine Deutsch-Sprachschule für ausländische Studienbewerber.

## Werke
- Ich kannte Talmann. DTV 1980. ISBN 3-423-06305-X
- Horsky, Leo oder Die Dankbarkeit der Mörder. Ullstein 1982, ISBN 3-550-06474-8
- Die Buggenraths. DTV 1985, ISBN 3-423-06357-2
- Manns Räuschlein. Ullstein 1985, ISBN 3-550-06392-X
- Doppeldeutsch. Schneekluth 1984, ISBN 3-7951-0879-9
- Bauernfangen 1986, ISBN 3-570-01342-1